# Amar-Suena
Amar-Suena (ältere Lesung akkadisch Amar-Sin) von Ur war von 2046 bis 2038 v. Chr. König von Sumer und Akkad.
Er war der dritte König aus der Dritten Dynastie von Ur und folgte seinem Vater Šulgi auf den Thron. Er setzte größtenteils das Werk seines Vaters fort. In seine Regentschaft fielen u. a. verschiedene Bauvorhaben sowie der Krieg gegen die Hurriter an der Nordgrenze des Reiches im Bereich des heutigen Kurdistan. Unter der Herrschaft von Amar-Suena erlebte sein Reich eine Periode von Fortschritt und Wohlstand; es wurden unter anderem die Erträge aus der Landwirtschaft stark gesteigert. Amar-Suena starb früh in seinem neunten Regierungsjahr. Späterer legendärer Überlieferung nach starb er durch den Biss eines Schuhs oder durch den Hörnerstoß eines Stieres. Nachfolger wurde Amar-Suenas Sohn (oder Bruder?) Šu-Sin.